# Anges ABC
Der Anges ABC ist oder war ein gabunischer Fußballklub mit Sitz in der Hauptstadt des Landes Libreville.

## Geschichte
In der Saison 1977 nahm der Klub, ohne dass er den nationalen Pokal zuvor gewann, am African Cup Winners’ Cup teil. In der ersten Runde gelang hier nach Hin- und Rückspiel mit insgesamt 3:2 ein Sieg über ASKO Kara aus Togo und damit der Einzug in die zweite Runde. Dort traf man dann auf AS Police aus dem Senegal, gegen welchen man im Hinspiel 0:0 spielte. Im Rückspiel verlor man hier aber deutlich mit 1:8 und schied so aus dem Wettbewerb aus.
Der Klub tauchte erstmals in nationalen Saisonergebnissen der Spielzeit 1976/77 auf. Diese war auch die erste, welche mit einer nationalen Endrunde beendet werden sollte. Aufgrund von Terminschwierigkeiten wurde jedoch nur eine kurze Spielrunde mit mehreren Klubs um einen Platz beim African Cup Winners’ Cup 1978 ausgetragen. Dieser ging dann nach vier gespielten Partien auch an den mit sieben Punkten auf dem ersten Platz positionierten Anges ABC. Nach Protest durch den unterlegenen FC 105 Libreville, bekam schlussendlich dieser aber den Startplatz zuerkannt.
Spätestens zwei Spielzeiten später nahm Anges als Gruppensieger der Saison 1978/79 wieder an den Playoffs um die Meisterschaft teil. Hier kommt man auch ins Finale und gewinnt dort durch einen 3:1-Sieg über USM Libreville erstmals die Meisterschaft. Damit schaffte es der Klub dann auch zu einer Teilnahme am African Cup of Champions 1980. Hier schied man jedoch nach Hin- und Rückspiel mit 4:5 gegen Hearts of Oak aus Ghana bereits in der 1. Runde aus. Bis einschließlich zur Saison 1980/81 schaffte es der Klub immerzu in die Playoffs, danach taucht er aber gar nicht mehr in den überlieferten Ergebnissen der finalen Phase der nationalen Meisterschaft auf.
In den Ergebnissen der Saison 1996 kommt der Klub erstmals wieder vor, hier wurde aber auch nur notiert, dass dieser aufgrund von drei Nichtantritten mitsamt fünf weiteren Klubs disqualifiziert wurde. Zwei Jahre später in der Saison 1998 positioniert sich der Klub in der höchsten Liga des Landes dann mit sieben Punkten auf dem 14. Platz der Tabelle und stieg damit ab. So war der Klub auch noch oder wieder in der Saison 2006 zweitklassig. Wo er sich am Ende dieser Spielzeit in der provinzialen Ligue de l’Estuaire allerdings platzierte, ist nicht bekannt. Auch in der Saison 2008/09 spielte der Klub hier und positionierte sich am Saisonende mit zwölf Punkten auf dem fünften Platz der Gruppe A.
Seitdem tauchte der Klub aber in keinen weiteren bekannten Ergebnissen mehr auf. Ob der Klub damit noch existiert oder nicht, ist unbekannt. Gesichert ist aber, dass er bislang nicht mehr in die erste Liga zurückkehrte.

## Erfolge
- Meister der Championnat National:
  - 1978/79